# De Planckaerts (realitysoap)
De Planckaerts was een Vlaamse realitysoap over de familie van ex-wielrenner Eddy Planckaert. Deze soap ging over het dagelijkse leven van hem en zijn familie op de Planckaert-berg te Lesterny niet ver van Marche-en-Famenne. De soap werd uitgezonden door VTM en heeft 12 seizoenen gemaakt. Op 12 april 2009 werd aangekondigd dat het 12e seizoen ook hun laatste was.

## Familie
De familie bestaat naast Eddy Planckaert en zijn vrouw Christa uit de oudste zoon Francesco Planckaert (ook ex-wielrenner). Hij woont op de Planckaert-berg samen met Magali. Samen hebben zij drie kinderen, namelijk Devon (2006), Noa (2008) en Yukka (2010). Francesco werkt in het bedrijf, Planckaert Parket, terwijl Magali op de kinderen past.
Dochter Stephanie Planckaert is samen met Christopher Timmerman. Samen hebben zij drie kinderen, namelijk Iluna (9 juli 2005), Mageno (2007) en Elara (2015). Stephanie en Christopher staan in voor de verkoop van het Planckaert Parket en Stephanie doet ook af en toe fotoshoots voor Belgische bladen. Het koppel huwde in het geheim op 18 en 19 juli 2009. Sinds 2011 woont Stephanie met haar gezin in de B&B en niet meer op de Planckaertberg.
De jongste zoon van de Planckaerts is Eddy Junior Planckaert (3 juli 1992).
Eddy en Christa verloren in 1986 ook nog een zoontje dat doodgeboren was en Roberto zou heten.
De soap ving aan na het faillissement van de Planckaerts en hun noodgedwongen sobere levensstijl in de Ardennen. De serie kreeg na verloop van tijd kritiek te verduren vanwege de zeer armoedige omstandigheden waarin de familie leefde.